# Acantholimon linczevskii
Acantholimon linczevskii är en triftväxtart som beskrevs av Nikolai Vasilievich Pavlov. Acantholimon linczevskii ingår i släktet Acantholimon och familjen triftväxter. Inga underarter finns listade i Catalogue of Life.